# Pere Vergés i Farrés
Pere Vergés i Farrés (Barcelona, 30 de maig de 1896 — Barcelona, 8 de setembre de 1970) va ser un pedagog català.
Era fill d'una família treballadora. Es va formar en una escola moderna del Poble Sec i a les escoles del Districte VI, que van becar-lo per als estudis de magisteri. En aquest mateix centre va exercir, a partir de 1912, com a auxiliar de mestre.
El 1915, amb només dinou anys, Pere Vergés assoleix el títol de magisteri de grau superior. En la mateixa època, va ampliar coneixements als Estudis Normals de la Mancomunitat de Catalunya, on va participar en les classes del Seminari de Filosofia que impartia Eugeni d'Ors.
El 1920 va ser nomenat director de les escoles del Districte II, impulsades per l'esquerra catalanista de l'època.
Pere Vergés sempre va viure a Barcelona, però també està vinculat al poble de Capafonts, a la comarca del Baix Camp, on passava les vacances i va promoure la casa de colònies Mas de Fortet.
L'any 1921 es va convertir en el director de l'Escola del Mar i durant els estius de 1922 (primera època) i 1930, 1931 i 1932 (segona època), Vergés també va ser director de la colònia d'estiu a Calafell: la República d'Infants de Vilamar.
Després de la destrucció de l'Escola del Mar, Vergés va continuar la seva tasca al Roserar de Montjuïc (1938-1948) i a l'edifici del barri del Guinardó, on va romandre fins a la seva jubilació, el 1965. El mateix any va encarregar-se de la direcció pedagògica de l'Escola Garbí d'Esplugues de Llobregat i, tres anys després, de la Institució Pere Vergés de Badalona, on la seva filosofia ha perdurat fins als nostres dies.
Gran afeccionat a la poesia tingué amistat amb Joan Salvat-Papasseit i publicà dos llibres: Poesies (1925) i La nova amiga (1930). A causa d'aquest interès posteriorment la Fundació Pere Vergés instituí l'atorgament del Premi de Poesia Jove Salvador Espriu (1986-1996) que intentava combinar les seves dues passions promovent la poesia dintre de la joventut com a eina pedagògica.
Pere Vergés i Farrés va morir el 8 de setembre de 1970 a Barcelona, a l'edat de setanta-quatre anys. És enterrat al Cementiri de Sant Gervasi. Des del febrer de l'any 1995, un carrer del barri de la Verneda i la Pau de Barcelona porta el seu nom.

## Publicacions
- Poesies. Barcelona, 1925 (poesia)
- La nova amiga. Barcelona: Impremta Altés, 1930 (poesia)
- La nostra posició pedagògica. Barcelona: Art del Llibre, 1932.
- La vida espiritual a "Vilamar". Barcelona, Henrich i Cia.1932.
- La vida social a l'Escola del Mar. Barcelona: Edicions garbí, 1935
- Escola del Mar. Barcelona, Conselleria-Regidoria de Cultura de l’Ajuntament de Barcelona, 1938.
- Libro de evocaciones.1922 - 1947. Barcelona, Altés, 1947.